# Klas Fahlén
Klas Eric Fahlén, född 3 september 1962 i Sala församling i Västmanlands län, är en svensk illustratör och tidigare TV-personlighet.
Fahlén medverkade 1987 i TV-programmet Bröderna Olsson, och tillsammans med den andra huvudpersonen, Ulf Larsson, släppte Fahlén LP:n Platta skämt. På 1990-talet medverkade Fahlén som panelist i TV-programmet Knesset (säsong 3), samt i morgonprogrammet Bacon på ZTV.
Fahléns huvudsakliga sysselsättning har dock varit som illustratör. Han är utbildad vid Beckmans designhögskola och 2011 tilldelades han Stora svenska illustratörpriset.